# باشگاه فوتبال سنت بلیزی

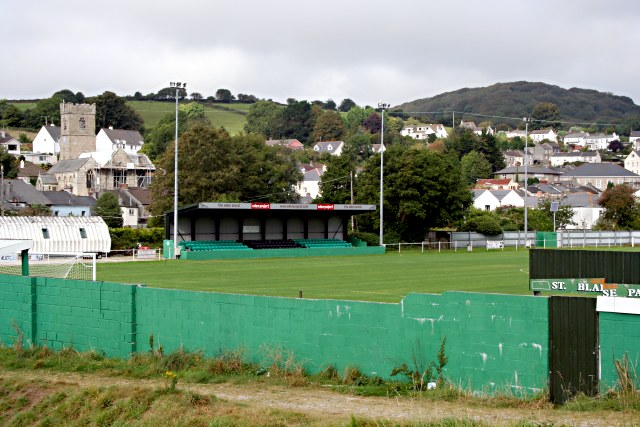
سن بلیزی پارک، خانه این تیم

باشگاه فوتبال سنت بلیزی (به انگلیسی: St Blazey Association Football Club) یک باشگاه فوتبال در شهر سنت بلیزی، کشور انگلستان است که در سال ۱۸۹۶ میلادی تأسیس شده‌است.